# Gedenkorte der Uhrig-Römer-Gruppe
Hier finden Sie eine Aufstellung der verschiedenen Gedenkorte und unterschiedlichen Gedenkformen der Mitglieder der Uhrig-Römer-Gruppe.
Für Informationen zu den Mitgliedern und den Betriebszellen siehe Liste der Mitglieder der Uhrig-Römer-Gruppe und Betriebszellen der Uhrig-Römer-Gruppe. 
| Name                                |             | Art          | Stadt  | Stadtbezirk                | Ortsteil                          | Straße                                                                       | Thema |
| ----------------------------------- | ----------- | ------------ | ------ | -------------------------- | --------------------------------- | ---------------------------------------------------------------------------- | --- |
| Wilhelm Böse                        | [ 1 ]       | Brücke       | Berlin | Mitte und Pankow           | Gesundbrunnen und Prenzlauer Berg |                                                                              | Er wohnte zuletzt in unmittelbarer Nähe der Brücke auf der Westseite in der Grüntaler Str. 32. |
| Wilhelm Böse                        |             | Schule       | Berlin | Pankow                     | Prenzlauer Berg                   | Dimitroffstr. 58 (heute Danziger Str.)                                       | Zu DDR-Zeiten (seit etwa 1978) war die 15. POS nach Wilhelm Böse benannt. |
| Walter Budeus                       | [ 2 ]       | Stolperstein | Berlin | Reinickendorf              |                                   | Am Fölzberg 9                                                                | |
| Walter Budeus                       | [ 3 ]       | Straße       | Berlin | Lichtenberg                | Friedrichsfelde                   | Walter-Budeus-Straße                                                         | |
| Charlotte Eisenblätter              | [ 4 ] [ 5 ] | Stolperstein | Berlin | Charlottenburg-Wilmersdorf | Charlottenburg-Nord               | Göbelstraße 99                                                               | |
| Charlotte Eisenblätter              |             | Straße       | Berlin | Pankow                     | Niederschönhausen                 | Eisenblätterstraße                                                           | |
| Erich Kühne                         | [ 6 ]       | Gedenktafel  | Berlin | Pankow                     | Rosenthal                         | An der Priesterkoppel 10                                                     | |
| Erich Kurz                          | [ 7 ]       | Stolperstein | Berlin | Charlottenburg-Wilmersdorf | Charlottenburg                    | Rückertstr. 9                                                                | |
| Hans Meyer-Hanno                    | [ 8 ]       | Stolperstein | Berlin | Charlottenburg-Wilmersdorf | Wilmersdorf                       | Ludwig-Barnay-Platz 2                                                        | |
| Eugen Neutert                       | [ 9 ]       | Stolperstein | Berlin | Friedrichshain-Kreuzberg   | Friedrichshain                    | Richard-Sorge-Str. 65                                                        | |
| Erwin Nöldner                       | [ 10 ]      | Gedenktafel  | Berlin | Pankow                     | Weißensee                         | Liebermannstraße 30                                                          | |
| Brunhilde Prelle (geborene Zoschke) | [ 11 ]      | Stolperstein | Berlin | Lichtenberg                |                                   | Wartenbergstraße 33                                                          | |
| Anna Reinicke (geb. Föcke)          | [ 12 ]      | Stolperstein | Berlin | Pankow                     | Wilhelmsruh                       | Schillerstraße 50                                                            | |
| Fritz Riedel                        | [ 13 ]      | Gedenktafel  | Berlin | Friedrichshain-Kreuzberg   | Friedrichshain                    | Rigaer Straße 64                                                             | An seinem ehemaligen Wohnhaus bis 1942, befand sich seit 1950 eine Gedenktafel, die 1992 verschwand und 1996 vom Aktiven Museum Faschismus und Widerstand in Berlin ersetzt wurde. Auch diese verschwand und ist anlässlich des 75. Jahrestages der Ermordung von Fritz Riedel erneuert worden.                                                                              |
| Fritz Riedel                        |             | Straße       | Berlin | Pankow                     | Prenzlauer Berg                   | Fritz-Riedel-Straße                                                          | Er wohnte in dieser Straße im Jahr 1933. |
| Fritz Riedel                        |             | Schule       | Berlin | Friedrichshain-Kreuzberg   | Friedrichshain                    |                                                                              | Die Fritz-Riedel-Schule, die seinen Namen trug, wurde nach dem Ende der DDR umbenannt. |
| Fritz Riedel                        |             | Grabstätte   | Berlin | Friedrichshain-Kreuzberg   | Friedrichshain                    | Boxhagener Straße                                                            | Auf dem Friedhof der Georgen-Parochialgemeinde gibt es eine Gedenkstätte für Fritz Riedel (gemeinsam mit Kurt Ritter und Willi Heinze). |
| Fritz Riedel                        |             | Grabstätte   | Berlin | Lichtenberg                | Friedrichsfelde                   |                                                                              | Er ist an der Ringmauer der Gedenkstätte der Sozialisten genannt. |
| Kurt Ritter                         |             | Grabstätte   | Berlin | Friedrichshain-Kreuzberg   | Friedrichshain                    | Boxhagener Straße                                                            | Auf dem Friedhof der Georgen-Parochialgemeinde gibt es eine Gedenkstätte für Fritz Riedel (gemeinsam mit Kurt Ritter und Willi Heinze). |
| Willy Sachse                        | [ 14 ]      | Stolperstein | Berlin | Mitte                      | Wedding                           | Corker Straße 29                                                             | |
| Werner Seelenbinder                 |             | Gedenktafel  | Berlin | Treptow-Köpenick           | Köpenick                          | Gedenktafel am Amtsgericht Köpenick, Mandrellaplatz, Ecke Seelenbinderstraße | Eine im Jahr 2003 gestohlene Gedenktafel wurde 2018 als Nachguss der aus den 1970er Jahren stammenden Tafel mit der Inschrift „Dem mutigen Kämpfer gegen Faschismus, Imperialismus und Krieg“ wieder angebracht. |
| Werner Seelenbinder                 |             | Gedenktafel  | Berlin | Treptow-Köpenick           | Treptow                           | Hoffmannstraße                                                               | Gebäude des EAW Treptow |
| Werner Seelenbinder                 |             | Gedenktafel  | Berlin |                            |                                   | Palisadenstraße 56 (nicht mehr aktuell)                                      | Am ehemaligen Wohnhaus Seelenbinders in der Palisadenstraße 56, wo er von 1936 bis zu seiner Verhaftung im Jahr 1942 wohnte, wurde Seelenbinder 1957 durch eine vom Bildhauer Hans Kies gestaltete Gedenktafel geehrt. Das Wohnhaus wurde um 1982 im Zuge einer Sanierung des Palisadendreiecks durch einen Neubau ersetzt.                                                  |
| Werner Seelenbinder                 |             | Gedenktafel  | Berlin | Friedrichshain-Kreuzberg   | Friedrichshain                    | Glatzer Straße 6                                                             | Am einstigen Wohnhaus der Familie wurde um 1956 eine Gedenktafel angebracht, die folgenden Text enthält: In diesem Hause wohnte der antifaschistische Widerstandskämpfer Werner Seelenbinder, geb. am 2.8.1904. Von den Faschisten ermordet am 24.10.1944 in Brandenburg. Ehre seinem Andenken.                                                                              |
| Werner Seelenbinder                 |             | Grabstätte   | Berlin | Neukölln                   |                                   | Sportpark Neukölln in der Oderstraße                                         | 1945 wurde Werner Seelenbinders Urne in einem Ehrengrab auf dem Gelände des Sportparks Neukölln in der Oderstraße beigesetzt. Als nicht auf einem Friedhof gelegener Einzelbegräbnisplatz nimmt Seelenbinders Ruhestätte unter den ca. 220 Begräbnisplätzen in Berlin mit insgesamt 150.000 Opfern von Krieg und Gewaltherrschaft dabei bis heute eine Ausnahmestellung ein. |
| Werner Seelenbinder                 |             | Straße       | Berlin | Treptow-Köpenick           | Köpenick                          | Seelenbinderstraße                                                           | In Berlin-Köpenick wurde die Kirdorfstraße (bis 1939 Kaiser-Wilhelm-Straße) am 31. Juli 1947 in Seelenbinderstraße umbenannt. |
| Werner Seelenbinder                 |             | Sportstätte  | Berlin | Neukölln                   |                                   | Sportanlage an der Neuköllner Oderstraße                                     | Am 24. Oktober 2004, dem 60. Jahrestag seiner Ermordung, wurde die Sportanlage in Werner-Seelenbinder-Sportpark umbenannt. Das bis dahin namenlose Stadion der Anlage erhielt an diesem Tag den Namen „Werner-Seelenbinder-Kampfbahn“. Im Zuge des Kalten Krieges wurde ab 1948/49 die Bezeichnung Stadion Neukölln von den West-Berliner Ämtern verwendet.                  |
| Wilhelm Selke                       | [ 23 ]      | Stolperstein | Berlin | Friedrichshain-Kreuzberg   | Kreuzberg                         | Ritterstraße 109                                                             | |
| Fritz Siedentopf                    | [ 10 ]      | Gedenktafel  | Berlin | Pankow                     | Weißensee                         | Liebermannstraße 30                                                          | |
| Robert Uhrig                        |             | Grabstätte   | Berlin | Pankow                     | Niederschönhausen                 |                                                                              | Symbolische Grabstätte auf dem Städtischen Friedhof Pankow IV |
| Robert Uhrig                        |             | Straße       | Berlin | Lichtenberg                | Friedrichsfelde                   | Robert-Uhrig-Straße                                                          | |
| Robert Uhrig                        |             | Gedenktafel  | Berlin | Tempelhof-Schöneberg       | Schöneberg                        | Wartburgstraße 4                                                             | |
| Robert Uhrig                        |             | Schule       | Berlin | Lichtenberg                |                                   |                                                                              | In der DDR: 19. Polytechnische Oberschule |
| Robert Uhrig                        |             | Schule       | Berlin |                            |                                   |                                                                              | In der DDR: Betriebsberufsschule des VEB Bergmann Borsig |
| Gustav Widrinna                     | [ 10 ]      | Gedenktafel  | Berlin | Pankow                     | Weißensee                         | Liebermannstraße 30                                                          | |
| Johannes Zoschke                    |             | Sportstätte  | Berlin | Lichtenberg                |                                   | Ruschestraße 90                                                              | Hans-Zoschke-Stadion |
| Johannes Zoschke                    |             | Gedenktafel  | Berlin | Lichtenberg                |                                   | Normannenstraße 28                                                           | Am Hans-Zoschke-Stadion |
| Johannes Zoschke                    |             | Gedenkstein  | Berlin | Lichtenberg                |                                   | Rathausstraße 8                                                              | Der Gedenkstein war in einem schlechten Zustand und wurde während der Totalsanierung des Gebäudekomplexes 2010/2011 entfernt. |
| Johannes Zoschke                    |             | Schule       | Berlin | Lichtenberg                |                                   | Rathausstraße 8                                                              | Polytechnische Oberschule Lichtenberg |
| Johannes Zoschke                    |             | Straße       | Berlin | Lichtenberg                | Karlshorst                        | Johannes-Zoschke-Straße                                                      | In Berlin-Karlshorst wurde am 14. Januar 1976 die frühere Ohm-Krüger-Straße in Johannes-Zoschke-Straße umbenannt. |

| Name                   |                       | Art         | Stadt                    | Stadtbezirk                                                                      | Ortsteil | Straße                                | Thema |
| ---------------------- | --------------------- | ----------- | ------------------------ | -------------------------------------------------------------------------------- | -------- | ------------------------------------- | --- |
| Charlotte Eisenblätter |                       | Haus        | Erfurt                   | Altstadt                                                                         |          | Johannesstraße 127                    | Haus der NaturFreunde Thüringen wurde nach Charlotte Eisenblätter benannt. |
| Charlotte Eisenblätter |                       | Briefmarke  |                          |                                                                                  |          |                                       | 1959 erschien in der DDR eine Briefmarke zu ihrem Gedenken als Wohltätigkeitsausgabe zur Erhaltung der Nationalen Gedenkstätte Ravensbrück                                                                           |
| Adele Obermayr         |                       | Straße      | Innsbruck                |                                                                                  |          | Adele-Obermayr-Straße                 | |
| Fritz Riedel           |                       | Gedenkstein | Gamengrund               |                                                                                  |          |                                       | Gedenkstein seit 1974 |
| Kurt Ritter            |                       | Gedenkstein | Gamengrund               |                                                                                  |          |                                       | Gedenkstein seit 1974 |
| Josef Römer            |                       | Gedenkstein | Gamengrund               |                                                                                  |          |                                       | Gedenkstein seit 1974 |
| Willy Sachse           |                       | Gedenkstein | Gamengrund               |                                                                                  |          |                                       | Gedenkstein seit 1974 |
| Werner Seelenbinder    |                       | Ehrenmal    | Brandenburg an der Havel |                                                                                  |          | am Zuchthaus Brandenburg-Görden       | Im Ehrenmal für die im Zuchthaus Brandenburg-Görden hingerichteten antifaschistischen Widerstandskämpfer in Brandenburg an der Havel ist Werner Seelenbinder als einer von vier Hingerichteten herausragend erwähnt. |
| Werner Seelenbinder    |                       | Gedenkstein | Zarrentin am Schaalsee   | Lassahn, im Westen des Landkreises Ludwigslust-Parchim in Mecklenburg-Vorpommern |          |                                       | Gedenkstein mit seinem Geburts- und Todesdatum errichtet. |
| Werner Seelenbinder    |                       | Schule      | Fürstenwalde             |                                                                                  |          | Werner-Seelenbinder-Gymnasium         | Von 1991 bis 2007 war das Werner-Seelenbinder-Gymnasium Fürstenwalde bis zu dessen Eingliederung in das Geschwister-Scholl-Gymnasium Fürstenwalde nach ihm benannt.                                                  |
| Werner Seelenbinder    |                       | Sportstätte | Brandenburg an der Havel |                                                                                  |          | unweit der Werner-Seelenbinder-Straße | |
| Werner Seelenbinder    |                       | Straße      | Brandenburg an der Havel |                                                                                  |          | Werner-Seelenbinder-Straße            | In Brandenburg an der Havel trägt die Hauptmagistrale des Stadtteils Nord als Werner-Seelenbinder-Straße den Namen des Ringers.                                                                                      |
| Werner Seelenbinder    |                       | Sportstätte | Anklam                   |                                                                                  |          |                                       | Werner-Seelenbinder-Stadion ist die Spielstätte des VFC Anklam. |
| Robert Uhrig           | Checken ob es stimmt! | Gedenkstein | Gamengrund               |                                                                                  |          |                                       | Gedenkstein im Gamengrund am Gamensee. |
| Robert Uhrig           |                       | Schule      | Leipzig                  |                                                                                  |          |                                       | In der DDR: 92. Polytechnische Oberschule |
| Robert Uhrig           |                       | Kaserne     | Bad Frankenhausen        |                                                                                  |          |                                       | In der DDR: heutige Kyffhäuser-Kaserne, früher Robert-Uhrig-Kaserne |
| Robert Uhrig           |                       | Polizei     | Basdorf                  |                                                                                  |          |                                       | In der DDR: 19. Volkspolizei-Bereitschaft |